# Платинаванадий
Платинаванадий — бинарное неорганическое соединение
платины и ванадия
с формулой PtV,
кристаллы.

## Получение
- Сплавление стехиометрических количеств чистых веществ:

{\displaystyle {\mathsf {Pt+V\ {\xrightarrow {1500^{o}C}}\ PtV}}}

## Физические свойства
Платинаванадий образует кристаллы
ромбической сингонии,
пространственная группа P mma,
параметры ячейки a = 0,4413 нм, b = 0,2693 нм, c = 0,4767 нм, Z = 2,
структура типа кадмийзолота AuCd
.
Соединение конгруэнтно образуется при температуре 1500 °C.